# Neolissochilus namlenensis
Neolissochilus namlenensis är en fiskart som först beskrevs av Nguyen och Doan, 1969.  Neolissochilus namlenensis ingår i släktet Neolissochilus och familjen karpfiskar. Inga underarter finns listade i Catalogue of Life.